# Sunday 8PM
Sunday 8PM è il secondo album della band inglese dei Faithless, pubblicato il 18 settembre 1998, contenente il grande successo God Is a DJ.
Nell'ottobre 1999 l'album venne nuovamente pubblicato con il titolo Sunday 8PM/Saturday 3AM, con un CD bonus contenente le versioni remix dei brani.
In copertina appare un'immagine del teatro "Bluebird" di Denver, Colorado.

## Tracce

### Sunday 8PM
1. The Garden – 4:27
2. Bring My Family Back (con Rachael Brown) – 6:22
3. Hour Of Need (con Rachael Brown) – 4:36
4. Postcards (con Dido) – 4:01
5. Take The Long Way Home – 7:13
6. Why Go? (con Boy George) – 3:57
7. She's My Baby (con Rachael Brown & Pauline Taylor) – 5:48
8. God Is a DJ – 8:01
9. Hem Of His Garment (con Dido & Pauline Taylor) – 4:07
10. Sunday 8PM – 2:42
11. Killer's Lullaby – 6:10

### Saturday 3AM
1. The Garden (End of Summer Intro by Venom & Hempolics) – 1:30
2. Killer's Lullaby (Nightmares on Wax Mix) – 5:24
3. The Long Way Home (End of the Road Mix by Jan Driver & The Timewriter) – 6:32
4. Bring My Family Back (Paul van Dyk Mix) (con Rachael Brown) – 7:17
5. Sunday 8PM (A Time For Lovin' Mix) (by Rollo & Sister Bliss) – 4:08
6. Hour Of Need (Skinny Mix by Matt Benbrook) (con Rachael Brown) – 3:47
7. Postcards (Rewritten Mix by Rollo & Sister Bliss) (con Dido) – 3:32
8. God Is A DJ (Yes He Is) (by Jason Howes, Rollo & Sister Bliss) – 8:38
9. Thank You – 9:28
10. Why Go? (Radio Mix by Rollo & Sister Bliss) (con Boy George) – 3:49